# Entrails Massacre
Entrails Massacre ist eine Grindcore-Band aus Rostock.

## Geschichte
Die Band wurde 1990 gegründet. Zu Beginn war die Band vom Goregrind beeinflusst.
Nach der Veröffentlichung von einigen Demos, etlichen Splitalben und EPs erschien 2004 das erste Album mit dem Titel Crucial Strikes with Attitude.
Die Band ist eher für Live-Auftritte bekannt, so beim Fuck the Commerce, mehrmals beim Obscene Extreme oder 2011 beim Mountains of Death.

## Diskografie

### Demos
- 1991: Rehearsal 91
- 1994: Deepest Wish

### Alben und EPs
- 2004: Crucial Strikes With Attitude (R.S. Records)
- 2013: "Decline Of Our Century" (Power it up)

### Splitalben
- 1992: Isis & Osiris – Split-7" mit Acoustic Grinder (R.S. Records)
- 1995: Die Nacht – Split-7" mit Rot (R.S. Records)
- 1995: Harbour of Identity – Split-7" mit Anus Praeter (Gulli Records)
- 1996: Split-7" mit Nyctophobic (T&M Records)
- 1997: Split-7" mit Unholy Grave (Nat Records)
- 1999: Split-12" mit Subcut (Absurd Records)
- 2000: Split-7" mit Cruel Face (Towerviolence Records)
- 2000: Split-7" mit Manifest (Scrotum Records)
- 2001: Split-7" mit Godstomper (Rescued from Life Records)
- 2002: Split-7" mit Čad (Towerviolence Records)
- 2003: Split-5" mit Regurgitate (Towerviolence Records)
- 2003: 3-Way Live Split-CD mit Regurgitate und Suppository (Blastwork Records)
- 2004: Split-7" mit Catheter (Rescued from Life Records)
- 2013: Split-7" mit Mesrine (Uranium Overdose)
- 2013: Split-7" mit Proletar (Power it up)

### Beiträge zu Kompilationen
- 1998: Kill Your Idols – Tribute to Agathocles (Happy Hamster Records)
- 1999: OBSCENE EXTREME Festival 1 (Obscene Productions)
- 2002: No Speed Limit Pt. 3 Doppel-CD (Civilisation Records)
- 2005: Giants of Grind DVD (Power it up!)